# Kamieniec (gromada w powiecie kościańskim)
Kamieniec – dawna gromada, czyli najmniejsza jednostka podziału terytorialnego Polskiej Rzeczypospolitej Ludowej w latach 1954–1972.
Gromady, z gromadzkimi radami narodowymi (GRN) jako organami władzy najniższego stopnia na wsi, funkcjonowały od reformy reorganizującej administrację wiejską przeprowadzonej jesienią 1954 do momentu ich zniesienia z dniem 1 stycznia 1973, tym samym wypierając organizację gminną w latach 1954–1972.
Gromadę Kamieniecz siedzibą GRN w Kamieńcu utworzono – jako jedną z 8759 gromad na obszarze Polski – w powiecie kościańskim w woj. poznańskim, na mocy uchwały nr 26/54 WRN w Poznaniu z dnia 5 października 1954. W skład jednostki weszły obszary dotychczasowych gromad Cykowo, Cykówiec, Jaskółki, Kamieniec, Karczewo, Kowalewo i Ujazd ze zniesionej gminy Kamieniec w tymże powiecie. Dla gromady ustalono 18 członków gromadzkiej rady narodowej.
1 stycznia 1960 do gromady Kamieniec włączono obszar zniesionej gromady Parzęczewo w tymże powiecie.
31 grudnia 1971 do gromady Kamieniec włączono obszar zniesionej gromady Wolkowo w tymże powiecie.
Gromada przetrwała do końca 1972 roku, czyli do kolejnej reformy gminnej. 1 stycznia 1973 w powiecie kościańskim reaktywowano gminę Kamieniec (od 1999 gmina Kamieniec należy do powiatu grodziskiego).